# معركة جيرونيوم
كانت  معركة جيرونيوم  (بالإنجليزية: Battle of Geronium)‏ جزءاً من الحرب البونيقية الثانية، حيث تعرض الجيش الروماني بقيادة ماركوس روفوس لكمين كبير من قبل الجيش القرطاجي بقيادة حنبعل وذلك في عام 217 ق.م.
بعد انتصاره في معركة فاليرنوس، تحرك جيش حنبعل نحو بوليا، ولاحقه بحذر الجيش الروماني بقيادة الديكتاتور فابيوس ماكسيموس متبعاً معه «استراتيجية فابيان». كانت هذه الاستراتيجية، قد أصبحت لا تحظى بشعبية في روما، مما اضطر فابيوس للعودة إلى روما للدفاع عن استراتيجيته تحت ذريعة أداء بعض الواجبات الدينية. خلف فابيوس قائد فرسانه ماركوس روفوس في قيادة الجيش، والذي تمكن من مباغتة القرطاجيين على حين غرة قرب معسكرهم في جيرونيوم وإلحاق خسائر فادحة بهم في اشتباك كبير. استغل الساخطين على فابيوس هذا النصر، لترقية روفوس لمرتبة مساوية للدكتاتور في القيادة. تولى روفوس قيادة نصف الجيش وعسكر منفصلاً قرب جيرونيوم. حين علم حنبعل بهذه التطورات، خطط للإيقاع بجيش روفوس في فخ وهاجمه من جميع الجهات. تمكن فابيوس من الوصول في الوقت المناسب مع النصف الآخر من الجيش، ليتمكن روفوس من الفرار بعد الخسارة الفادحة. بعد المعركة، إنضم روفوس بجيشه لمعسكر فابيوس ليستأنف واجباته كقائد للفرسان.

## ما قبل المعركة
بعد الهروب من فخ فاليرنوس بانتصاره في معركة فاليرنوس، توجه حنبعل مع جيشه نحو بوليا، تبعه فابيوس بحذر، مستخدما معه استراتيجية الأرض المحروقة لتضييق الخناق على جيش حنبعل، مما اضطره لإتخاذ مدينة «جيرونيوم» كقاعدة له ليمضي فيها فصل الشتاء، بينما إتخذ فابيوس من «لارينوم» (20 ميلاً جنوب جيرونيوم) معسكراً له. استولى القرطاجيون في أثناء مسيرتهم على كل ما وجدوه ليستعينوا به على الشتاء. حوّل القرطاجيون المدينة إلى مخزن كبير للمؤن وحظيرة كبيرة لماشيتهم، بينما جعلوا معسكرهم خارج البلدة ثم أحاطوا المدينة بالخنادق والأسوار لحمايتها. وفي الوقت الذي كان فيه الجرحى والمرضى يتعافون في المعسكر، كان آلاف الجنود يجمعون المؤن من جميع المناطق المجاورة لمعسكرهم وآخرين يرعون الماشية والخيول على سفح الجبل. إنشغل ثلثا الجيش بهذه الأعمال بينما قام بقية الجيش بحراسة المعسكر.
في الوقت الذي كان فيه القرطاجيون مشغولون في جيرونيوم، غادر فابيوس معسكره إلى روما للدفاع عن استراتيجيته تحت ذريعة أداء بعض الواجبات الدينية، تاركاً قائد فرسانه ماركوس روفوس في قيادة الجيش مع توصية بإتباع نفس الاستراتيجية. بعد أيام، قرر روفوس انتهاج سياسة مختلفة ضد حنبعل فنزل عن التلال وأقام معسكراً جديداً في «سهل لارينوم» شمال جيرونيوم. ثم بدأ الرومان في مهاجمة الجنود القرطاجيين الذين يجمعون الغلال في محاولة من روفوس لاستدراج حنبعل لمعركة.
كان رد فعل حنبعل أن تحرك بثلثي جيشه من جيرونيوم نحو المعسكر الروماني، وأقام معسكراً مؤقتاً، كما احتل تلة مطلة على المعسكر الروماني بـ 2,000 من الرماة النوميديين. كانت تحركات القرطاجيين بطيئة نظراً لخلود خيوله للراحة، مما حرم حنبعل من السلاح الذي طالما هزم به الرومان.
هاجم روفوس الرماة وطردهم من التلة، ومن ثم نقل معسكره إلى أعلى تلك التلة، وهكذا أصبحت له الأفضلية. أبقى القرطاجيون الجيش على استعداد داخل معسكرهم خوفاً من هجوم روماني، وهكذا أصبح حنبعل في معضلة إما أن يبقى جيشه في معسكره ويستهلك المؤن وبالتالي يقع تحت مخاطرة نقص الإمدادات في وقت لاحق، أو أن يرسل جزءاً من جنوده لجمع المؤن مرة أخرى. في النهاية، اضطر حنبعل لإرسال جنود لجمع المؤن، وعندئذ أرسل الرومان فرساناً ورماةً لمهاجمة هؤلاء الجند وقتل منهم عدد كبير، ثم قاد روفوس بنفسه قوات المشاة نحو معسكر القرطاجيين. عندما وجد حنبعل جنوده الذين يجمعون المؤن وجيشه في خطر، قرر مواجهة قوات المشاة الرومانية المهاجمة.
في ظل وجود ثلث جيشه فقط وفي غياب معظم فرسانه، اشتبك حنبعل في معركة صغيرة ليست من اختياره. كان التفوق للقرطاجيين في بداية الهجوم، إلا أن الرومان استعادوا توازنهم عندما وصلت قوة دعم جديدة أرسلها فابيوس يبلغ قوامها 8,000 جندي و 500 فارس بقيادة «لوسيوس ديسيموس» والتي هاجمت مؤخرة المعسكر القرطاجي. اضطر القرطاجيون للانسحاب، وكان روفوس على وشك الاستيلاء على المعسكر القرطاجي، لولا وصول 4,000 جندي من الذين يجمعون المؤن، فآثر روفوس العودة إلى معسكره. قدرت خسائر القرطاجيين بـ 6,000 جندي، أما الرومان فخسروا حوالي 5,000 جندي. كانت هذه هي المرة الوحيدة التي يضطر فيها حنبعل من اشتباك تاركا اليد العليا لخصمه.
وصلت أنباء انتصار روفوس في تلك المناوشة إلى روما، والذي إعتبروه في روما «نصر عظيم»، وخاصة لإنه جاء بعد سلسلة من الهزائم منذ وصول حنبعل إلى إيطاليا. قرر مجلس الشيوخ الروماني بدعم من المعارضين لسياسة فابيوس مكافأة روفوس. اقترح جايوس ترينتيوس فارو رفع روفوس إلى رتبة متساوية من فابيوس، وبالفعل وافق مجلس الشيوخ على ذلك. اختار روفوس أن يقسّم الجيش بينه وبين فابيوس، واختار فيلقين رومانيين، وآخرين من حلفائهم، وعسكر على بعد ميل ونصف الميل جنوب معسكر فابيوس.
عندما علم حنبعل بتقسيم الجيش الروماني، قرر أن يستفيد من الموقف ويحاول أن يدمر أحد الجيشين قبل أن يدركه الآخر. كان روفوس هو الأكثر عرضة لابتلاع الطعم، لذا قرر أن يبدأ به.

## المعركة
كانت الأرض الواقعة بين القرطاجيين والرومان قاحلة وغير مشجرة مع سلسلة من التلال المنخفضة، وبجوار هذه التلال هناك مجموعة من الحفر التي يمكن إخفاء جنود بها دون أن يُلحظ ذلك. اختار حنبعل 5,000 جندي من مشاته و 500 فارس، وأمرهم أن يُخفوا أنفسهم في مجموعات من 200-300 في الحفر في الليلة التي سبقت المعركة. وعند الفجر، اعتلت قوة من الرماة القرطاجيين أعلى تلة على حيث يمكن للرومان أن يروهم.
عندما رأى روفوس القرطاجيون يعتلون التلة، أرسلت على الفور قوة لإجبارهم على الفرار. في المقابل، عزز حنبعل جنوده فوق التلة ليصمدوا أمام الرومان، وعندئذ، أرسل روفوس الفرسان الرومان وفرسان حلفائه الإيطاليين هناك، وعلى الفور أرسل حنبعل فرسانه النوميدية للدعم. وعندئذ، أدرك روفوس أن حنبعل استدرجه إلى الفخ، حيث بهذه المناوشة أخرج الفرسان الرومان من ميدان المعركة ليشتركوا في مواجهة جانبية. وبعد فترة، بدأ يظهر تفوق الفرسان القرطاجيين.
أمر روفوس كل قواته بالتحرك نحو التلة، مما جعل حنبعل يتوجه بجنوده أيضاً نحو التلة. لم يعط تسلسل الأحداث الوقت لروفوس ليستكشف المكان قبل أن يهاجم. في الوقت نفسه، دعا فابيوس جيشه في معسكره لحمل السلاح، ولكنه لم يتحرك إلى مساعدة زميله.
في الوقت الذي كان فيه روفوس وجنوده يعتلون التلة، كان الفرسان الرومان قد تدمروا وبدأوا في الفرار. وقبل أن يستعيد الرومان تماسكهم، هاجم القرطاجيون المختبئون في الحفر، جناحي ومؤخرة الجيش الروماني. ضغط حنبعل وجنوده على مقدمة وقلب الجيش الروماني، وهكذا وقع الرومان تحت هجوم من جميع الجهات. اضطربت صفوف الرومان وهرب البعض، في حين قاتل الآخرين من أجل حياتهم. كانت كارثة أخرى تلوح في الأفق بالنسبة لروما. لولا تحرك فابيوس بجيشه، لتدمر جيش روفوس تماما.
عندما شاهد الفارين من جيش روفوس، جيش فابيوس يتوجه نحو المعركة، إنضموا إليهم. وعندما وجد القرطاجيون الذين كانوا بين جيش روفوس وجيش فابيوس، أنهم سيكونوا محاصرين، أفسحوا الطريق ليتمكن جيش روفوس من الفرار والانضمام لجيش فابيوس. انسحب الفريقان بعد ذلك لتنتهي المعركة بخسائر كبيرة للرومان.

## النتائج
بعد المعركة، سلم روفوس القيادة لفابيوس، واستئناف مهامه كقائد للفرسان، وإنضمت قواته المتبقية لقوات فابيوس. أمضى الرومان والقرطاجيون الشتاء في ثكناته، ولم تحدث أي مناوشات خلال تلك الفترة إلى أن انتهت فترة ديكتاتورية فابيوس في ديسمبر من عام 217 ق.م.